# René Nicolas Monnier, dit Le Monnier
Pour les articles homonymes, voir Monnier.
Ne doit pas être confondu avec l'homme politique homonyme.
René Nicolas Monnier dit Le Monnier, né le 27 février 1741 à Fresnay, mort le 15 septembre 1819 à Toulouse (Haute-Garonne), est un général de division de la Révolution française.

## États de service
Il entre en service le 26 décembre 1758 comme simple soldat, et il parvient au grade de capitaine le 11 mai 1789.
Le 15 septembre 1791, il est affecté au 82e régiment d’infanterie, et il sert à l’armée du Rhin en 1792 et 1793.
Il est promu général de brigade le 5 octobre 1793 à l’armée de la Moselle et il est grièvement blessé la 26 octobre suivant lors d’une escarmouche à Wantzenau. Il est nommé général de division le 28 janvier 1794, puis il se rend à Luxeuil pour soigner sa blessure. Le 24 octobre 1795, il rejoint l’hôtel des Invalides, et il est admis à la retraite le 14 avril 1798.
Il meurt le 15 septembre 1819, à Toulouse.

## Sources
- (en) « Generals Who Served in the French Army during the Period 1789 - 1814: Eberle to Exelmans »
- (pl) « Napoléon.org.pl »
- Docteur Robinet, Jean-François Eugène et J. Le Chapelain, Dictionnaire historique et biographique de la révolution et de l'empire, 1789-1815, volume 2, Librairie Historique de la révolution et de l’empire, 886 p. (lire en ligne), p. 405.